# اللغة الفلبينية
اللغة الفلبينية هي اللغة الرسمية في الفلبين إضافةً للإنجليزية. وهي مشتقة من اللغة التغلوغية.